# 東成田駅 (成田鉄道)
東成田駅（ひがしなりたえき）は、千葉県印旛郡成田町（現：成田市）寺台にあった、成田鉄道多古線の駅（廃駅）である。現在の京成電鉄東成田線・芝山鉄道の東成田駅とは関係無い。多古線廃止に伴い1946年（昭和21年）に廃止された。

## 歴史
- 1911年（明治44年）7月5日：千葉県営鉄道多古線の駅として開業。
- 1927年（昭和2年）：成田鉄道の駅となる。
- 1944年（昭和19年）1月11日：路線休止により営業停止。
- 1946年（昭和21年）10月9日：路線廃止により廃駅。

## 隣の駅
成田鉄道
多古線
西成田駅 - 東成田駅 - 法華塚駅